# 石倚洁
石倚洁（1982年9月6日—），旅欧中国男高音歌唱家。毕业于日本东邦音乐大学。2018年，以代班出品人身份参加湖南卫视美声综艺节目《声入人心》。現任湖南师范大学音乐学院教授、副院长，深圳音乐学院教授兼歌剧与声乐学术主任。

## 人物经历
石倚洁出生于上海市东部张江镇（现为浦东新区的一部分）。1997年开始学习声乐。2002年，他报考上海音乐学院，但由于落榜，于是去日本留学。2006年，以优异的成绩从东邦音乐大学毕业，进入该校研究生院。之后作为特别进修生赴奥地利留学，在格拉茨音乐学院学习。
2007年，他在欧洲各地举行的国际声乐大赛上再次受到关注，在奥地利第13届费鲁乔·塔利亚维尼国际声乐比赛、意大利第37届托蒂·达勒·蒙特国际声乐比赛、第24届玛丽亚·卡尼利亚国际声乐比赛、第3届德国帕绍艺术节国际声乐比赛均获第一名。2008年起，开始活跃于欧洲的歌剧舞台。
2009年，石倚洁参加意大利“罗西尼歌剧节”。在阿尔贝托·采达的建议下，他被选为《欧利伯爵》的主角。
2012年7月18日，在日本举办首场个人演唱会。
2018年3月14日，在国家大剧院出演多尼采蒂歌剧《军中女郎》男主角托尼奥的石倚洁在演唱咏叹调《多么快乐的一天》（Ah! mes amis, quel jour de fête... Pour mon âme）时唱出九个高音C，返场演唱此曲目时更唱满10个高音C，此举使得石倚洁在中国互联网上的知名度剧增。同年11月，石倚洁以代班出品人身份参加湖南卫视美声综艺节目《声入人心》。2019年4月12日，作为龚琳娜的帮唱嘉宾之一参加湖南卫视《歌手2019》总决赛。2021年8月3日，被聘为深圳音乐学院首批教师。

## 音乐作品

### 专辑
- 《著名歌剧咏叹调Famous Opera Arias》 演奏：斯洛伐克国家广播交响乐团 指挥：林千尋 发行时间：2012年[14]